# Paramount Media Networks
Pour les articles homonymes, voir MTV.
 (février 2022).
Paramount Media Networks (anciennement MTV Networks, Viacom Media Networks puis ViacomCBS Domestic Media Networks) est une division de média de masse américain du conglomérat Paramount Global fondée par Robert Pittman et créée le 19 juillet 1984.
Cette société supervise les opérations des chaînes de télévision thématiques américains et des sites internet. Dans l'international, sa division sœur est Paramount Networks International.

## Histoire
La société a été créée en 1984 par la Warner et American Express. En 1986, Viacom acquiert la totalité de MTV Networks.

## Liste des chaînes de télévision

### Chaînes appartenant àViacomCBS Entertainment & Youth Group
| Logotype | Chaînes | Date de création  | Actionnaire                             |
| -------- | --- | ----------------- | --------------------------------------- |
|          | CMT Chaîne spécialisée payante consacrée à la musique country et son mode de vie                                 | 5 mars 1983       | 100 % ViacomCBS Domestic Media Networks |
|          | CMT Music Chaîne spécialisée payante diffusant des vidéoclips de musique country                                 | 1er août 1998     | 100 % ViacomCBS Domestic Media Networks |
|          | Comedy Central Chaîne spécialisée payante consacrée à l'humour                                                   | 1er avril 1991    | 100 % ViacomCBS Domestic Media Networks |
|          | Logo TV Chaîne thématique payante destinée à la population homosexuelle                                          | 30 juin 2005      | 100 % ViacomCBS Domestic Media Networks |
|          | MTV Chaîne thématique payante consacrée aux séries-documentaires et divertissements                              | 1er août 1981     | 100 % ViacomCBS Domestic Media Networks |
|          | MTV2 Chaîne thématique payante consacrée aux vidéoclips de tous genre                                            | 1er août 1996     | 100 % ViacomCBS Domestic Media Networks |
|          | MTV Classic Chaîne thématique payante consacrée aux vidéoclips des années 1980 à 2010                            | 1er août 1998     | 100 % ViacomCBS Domestic Media Networks |
|          | MTV Live Chaîne thématique payante consacrée aux événements musicaux                                             | 16 janvier 2006   | 100 % ViacomCBS Domestic Media Networks |
|          | MTV Tres Chaîne thématique payante destinée à la population latino-américain âgée de 12 à 34 ans                 | 1er août 1998     | 100 % ViacomCBS Domestic Media Networks |
|          | MTVU Chaîne numérique diffusant des vidéoclips et des programmes télévisuels limitées                            | 20 janvier 2004   | 100 % ViacomCBS Domestic Media Networks |
|          | Paramount Network Chaîne spécialisée consacrée aux séries, films et divertissements                              | 7 mars 1983       | 100 % ViacomCBS Domestic Media Networks |
|          | Smithsonian Channel Chaîne thématique payante consacrée à la culture scientifique                                | 26 septembre 2007 | 100 % ViacomCBS Domestic Media Networks |
|          | TV Land Chaîne thématique payante consacrée à la programmation classique                                         | 29 avril 1996     | 100 % ViacomCBS Domestic Media Networks |
|          | VH1 Chaîne thématique payante consacrée aux vidéoclips de musique pop                                            | 1er janvier 1985  | 100 % ViacomCBS Domestic Media Networks |
|          | NickMusic Chaîne musicale payante consacrée aux vidéoclips pour adolescents-adulte                               | 1er mai 2002      | 100 % ViacomCBS Domestic Media Networks |
|          | TeenNick Chaîne thématique payante consacrée aux séries live-action destinée à la population âgée de 13 à 19 ans | 1er avril 2002    | 100 % ViacomCBS Domestic Media Networks |
|          | Nick at Nite Bloc de programmation destiné aux adolescents et aux adultes                                        | 1er juillet 1985  | 100 % ViacomCBS Domestic Media Networks |

### Chaînes appartenant àViacomCBS Premium Content Group
| Logotype | Chaînes | Date de création  | Actionnaire                             |
| -------- | --- | ----------------- | --------------------------------------- |
|          | BET Chaîne spécialisée payante destinée à la population afro-américaine                                                 | 25 janvier 1980   | 100 % ViacomCBS Domestic Media Networks |
|          | BET Gospel Chaîne spécialisée payante axée sur le gospel                                                                | 1er juillet 2002  | 100 % ViacomCBS Domestic Media Networks |
|          | BET Her Chaîne spécialisée payante destinée à la population féminine afro-américaine                                    | 15 janvier 1996   | 100 % ViacomCBS Domestic Media Networks |
|          | BET Hip-Hop Chaîne numérique consacrée aux vidéoclips d'ancien hip-hop                                                  | 1er juillet 2005  | 100 % ViacomCBS Domestic Media Networks |
|          | BET Jams Chaîne spécialisée payante consacrée aux vidéoclips de hip-hop et de musique urbaine contemporaine             | 1er mai 2002      | 100 % ViacomCBS Domestic Media Networks |
|          | BET Soul Chaîne spécialisée payante consacrée aux programme musicaux de R&B, funk, soul, néo soul, hip hop et jazz      | 1er août 1998     | 100 % ViacomCBS Domestic Media Networks |
|          | BET+ Service de vidéo à la demande consacrée aux films et séries produits par Tyler Perry                               | 19 septembre 2019 | 100 % ViacomCBS Domestic Media Networks |
|          | Showtime Chaîne payante consacrée aux séries et films originales                                                        | 1er juin 1976     | 100 % ViacomCBS Domestic Media Networks |
|          | Showtime 2 Chaîne payante consacrée aux séries et films originales différentes à la première chaîne                     | 1er octobre 1991  | 100 % ViacomCBS Domestic Media Networks |
|          | Showcase Chaîne payante consacrée aux films et longs métrages                                                           | 1996              | 100 % ViacomCBS Domestic Media Networks |
|          | Showtime Beyond Chaîne payante consacrée aux séries et films de sciences-fiction, fantasy et d'horreur                  | septembre 1999    | 100 % ViacomCBS Domestic Media Networks |
|          | Showtime Extreme Chaîne payante consacrée aux films d'action, d'aventure, thriller, gangsters et d'événements sportives | 10 mars 1998      | 100 % ViacomCBS Domestic Media Networks |
|          | Showtime Family Zone Chaîne payante consacrée à la programmation visant la famille et les jeunes de moins de 12 ans     | mars 2001         | 100 % ViacomCBS Domestic Media Networks |
|          | Showtime Next Chaîne payante consacrée à la programmation visant les jeunes adultes (de 18 à 34 ans)                    | mars 2001         | 100 % ViacomCBS Domestic Media Networks |
|          | Showtime Women Chaîne payante consacrée à la programmation visant la population féminine                                | mars 2001         | 100 % ViacomCBS Domestic Media Networks |
|          | The Movie Channel Chaîne premium consacrée aux films culte et érotiques                                                 | 1er avril 1973    | 100 % ViacomCBS Domestic Media Networks |
|          | The Movie Channel Xtra Chaîne premium diffusant un vaste choix de catalogue de films                                    | 1er octobre 1997  | 100 % ViacomCBS Domestic Media Networks |
|          | Flix Chaîne premium consacrée aux films et longs métrages des années 1900                                               | 1er août 1992     | 100 % ViacomCBS Domestic Media Networks |
|          | Pop TV Chaîne payante consacrée à la culture populaire et des divertissements                                           | 2015              | 100 % ViacomCBS Domestic Media Networks |

### Chaînes appartenant àViacomCBS Kids & Family Group
| Logotype | Chaînes                                                                                                   | Date de création  | Actionnaire                             |
| -------- | --- | ----------------- | --------------------------------------- |
|          | Nickelodeon Chaîne thématique payante destinée à la population moyenne de 16 ans                          | 1er décembre 1977 | 100 % ViacomCBS Domestic Media Networks |
|          | Nick Jr. Chaîne jeunesse payante destinée à la population pré-scolaire                                    | 2 février 1988    | 100 % ViacomCBS Domestic Media Networks |
|          | Noggin Service d'abonnement de divertissement destinée à population pré-scolaire                          | 2 février 1999    | 100 % ViacomCBS Domestic Media Networks |
|          | Nicktoons Chaîne thématique payante consacrée aux séries d'animations et destinée à la population enfants | 1er mai 2002      | 100 % ViacomCBS Domestic Media Networks |
|          | NickRewind Block de programmation consacrée aux émissions de Nickelodeon                                  | 25 juillet 2011   | 100 % ViacomCBS Domestic Media Networks |

## Autres activités de MTV Networks
MTV Networks a trois sociétés sœurs (détenues par Viacom) qui sont MTV Networks Europe, MTV Networks Latin America et MTV Networks Asia.
Au total, MTV Networks (États-Unis, Europe, Amérique latine et Asia) contrôlent 111 chaînes et 94 sites web qui couvrent 167 pays.
MTV Networks a la claire ambition de devenir la première plate-forme multimédia nord-américaine, comme le montre le rachat de Y2M. College Publisher (agence de publicité spécialisée dans la communication vers les étudiants), ou encore de Atom Entertainment, concurrent de YouTube.
MTV Networks a aussi développé une filiale productrice de films à succès, MTV Films (intégrée depuis dans la Paramount Pictures).
En septembre 2006, MTV Networks a acquis Harmonix Music Systems, développeur de jeux vidéo tel que Guitar Hero. Le groupe a également lancé MTV Flux, serveur ou les utilisateurs peuvent créer leurs blogs, afin de concurrencer MySpace
Désormais, MTV Networks ne se contente plus de l'industrie musicale.
En avril 2006, Xfire a été racheté par MTV Networks pour la somme de 102 millions de dollars USD.
Le groupe compte également se lancer dans la télévision numérique et par téléphone via MTV Load.

### Identité visuelle (logotype)

Logo avant février 2010.
Logo à partir de février 2010.